# Ochrotrichia oblongata
Ochrotrichia oblongata är en nattsländeart som beskrevs av Bueno-soria och Santiago de Fragoso 1992. Ochrotrichia oblongata ingår i släktet Ochrotrichia och familjen smånattsländor. Inga underarter finns listade i Catalogue of Life.